# Хилсборо (округ, Флорида)
Хи́лсборо (англ. Hillsborough county) — округ штата Флорида Соединённых Штатов Америки. На 2000 год в нём проживало 998 948 человек. По оценке Бюро переписи населения США, в 2007 году население округа составляло 1 204 770 человек. Он является четвёртым по численности населения округом штата. Окружной центр — город Тампа.

## История
Округ Хилсборо был сформирован 25 января 1834 года из частей округов Алачуа и Монро. Он был назван в честь виконта Хилсборо, госсекретаря британских колоний с 1768 по 1772 года. Первоначальные границы округа включали современные округа Шарлотт, Де-Сото, Харди, Мэнати, Паско, Пинеллас, Полк и Сарасота.